# Список ескадрених міноносців ВМС Великої Британії
Список ескадрених міноносців ВМС Великої Британії — перелік ескадрених міноносців Королівського флоту Великої Британії, які перебували на озброєнні ВМС Великої Британії з кінця XIX століття до теперішнього часу. Список представлений у хронологічному порядку, починаючи з 1890-х років, коли торпедні міноносці, котрі випускалися британськими суднобудівними компаніями у різних конфігураціях та дизайнах, почали об'єднувати в більш-менш однотипні класи: A, B, C та D. На той час класифікація відбувалася за швидкісними показниками, силовою установкою та кількістю труб. Фактично до 1913 року систематизації кораблів такого класу не було.

## Список есмінців Королівського флоту

### Есмінці 1890—1910-х років
| Тип                                     | Зображення | Роки побудови | Роки експлуатації | Кількість кораблів типу | Есмінці | Прим. |
| --------------------------------------- | ---------- | ------------- | ----------------- | ----------------------- | --- | --- |
| Торпедні ескадрені міноносці            |            |               |                   |                         | | |
| 26-ти вузлові есмінці                   |            |               |                   |                         | | |
| «Дерінг» (1893)                         |            | 1893–1894     | 1895–1912         | 2                       | «Дерінг» (1893) «Дікой» (1894) | |
| «Гавок» (1893)                          |            | 1893          | 1893–1912         | 2                       | «Гавок» (1893) «Хорнет» (1893) | |
| «Феррет» (1893)                         |            | 1893–1894     | 1893–1912         | 2                       | «Феррет» (1893) «Лінкс» (1894) | |
| 27-ми вузлові есмінці типу «A»          |            |               |                   |                         | | |
| «Ардент»                                |            | 1894–1895     | 1894–1918         | 3                       | «Ардент» (1893) «Боксер» (1894) «Брюзер» (1895) | |
| «Чарджер»                               |            | 1894–1895     | 1894–1912         | 3                       | «Чарджер» (1894) «Дешер» (1894) «Гейсті» (1894) | |
| «Гарді»                                 |            | 1895          | 1895–1912         | 2                       | «Гарді» (1895) «Хоті» (1895) | |
| «Джейнус»                               |            | 1895          | 1895–1920         | 3                       | «Джейнус» (1895) «Лайтнінг» (1895) «Поркьюпайн» (1895) | |
| «Салмон»                                |            | 1895          | 1895–1912         | 2                       | «Салмон» (1895) «Снаппер» (1895) | |
| «Баньші»                                |            | 1894          | 1894–1912         | 3                       | «Баньші» (1894) «Контест» (1894) «Дрегон» (1894) | |
| «Фервент»                               |            | 1895          | 1901–1920         | 2                       | «Фервент» (1895) «Зефір» (1895) | |
| «Конфлікт»                              |            | 1894–1895     | 1895–1920         | 3                       | «Конфлікт» (1894) «Тізер» (1895) «Візард» (1895) | |
| «Ганді»                                 |            | 1895          | 1895–1914         | 3                       | «Ганді» (1895) «Гарт» (1895) «Хантер» (1895) | |
| «Санфіш»                                |            | 1894–1896     | 1896–1920         | 3                       | «Санфіш» (1895) «Опосум» (1895) «Рейнджер» (1895) | |
| «Рокет»                                 |            | 1894–1895     | 1894–1920         | 3                       | «Рокет» (1894) «Шарк» (1894) «Шурлі» (1894) | |
| «Старджен»                              |            | 1894–1895     | 1894–1911         | 3                       | «Старджен» (1894) «Старфіш» (1895) «Скейт» (1895) | |
| «Сордфіш»                               |            | 1894–1895     | 1895–1912         | 2                       | «Сордфіш» (1895) «Спітфайр» (1895) | |
| «Зебра»                                 |            | 1895          | 1900–1914         | 1                       | «Зебра» (1895) | |
| 30-ти вузлові 4-трубні есмінці типу «B» |            |               |                   |                         | | |
| «Квейл»                                 |            | 1895          | 1895–1919         | 4                       | «Квейл» (1895) «Спарроухок» (1895) «Трешер» (1895) «Віраго» (1895)                                                                                                   | |
| «Ернест»                                |            | 1896–1898     | 1895–1919         | 6                       | «Ернест» (1896) «Гріффон» (1896) «Локаст» (1896) «Пантер» (1897) «Сіл» (1897) «Вулф» (1897)                                                                          | |
| «Спайтфул»                              |            | 1898–1899     | 1899–1920         | 2                       | «Спайтфул» (1899) «Петерел» (1899) | |
| «Мірмідон»                              |            | 1899–1900     | 1900–1920         | 2                       | «Мірмідон» (1900) «Сирен» (1900) | |
| 30-ти вузлові 3-трубні есмінці типу «C» |            |               |                   |                         | | |
| «Стар»                                  |            | 1896–1897     | 1897–1919         | 6                       | «Стар» (1896) «Бет» (1896) «Крейн» (1896) «Шемос» (1896) «Флайінг Фіш» (1897) «Вайтінг» (1896)                                                                       | |
| «Ейвон»                                 |            | 1896–1897     | 1897–1920         | 5                       | «Ейвон» (1896) «Біттерн» (1897) «Оттер» (1896) «Леопард» «Віксен» (1900)                                                                                             | |
| «Брейзн»                                |            | 1896–1898     | 1897–1920         | 4                       | «Брейзн» (1896) «Електра» (1896) «Рекрут» (1896) «Валтер» (1896) | |
| «Вайолет»                               |            | 1896–1899     | 1898–1920         | 2                       | «Вайолет» (1897) «Сильвія» (1897) | |
| «Мермейд»                               |            | 1897–1898     | 1897–1919         | 2                       | «Мермейд» (1898) «Чирфул» (1897) | |
| «Джипсі»                                |            | 1896–1901     | 1897–1919         | 6                       | «Джипсі» (1897) «Оспрей» (1897) «Фейрі» (1897) «Левен» (1898) «Фалкон» (1899) «Остріч» (1900)                                                                        | |
| «Булфінч»                               |            | 1898          | 1898–1920         | 2                       | «Булфінч» (1898) «Дав» (1898) | |
| «Фон»                                   |            | 1897–1899     | 1899–1919         | 2                       | «Фон» (1897) «Флірт» (1897) | |
| «Грейхаунд»                             |            | 1900–1902     | 1902–1920         | 3                       | «Грейхаунд» (1900) «Рейсхорс» (1900) «Роубак» (1901) | |
| «Вайпер»                                |            | 1899–1901     | 1901–1915         | 2                       | «Вайпер» (1899) «Велокс» (1902) | |
| «Альбатрос»                             |            | 1898          | 1900–1920         | 1                       | «Альбатрос» | |
| «Кобра»                                 |            | 1899-1900     | 1900–1901         | 1                       | «Кобра» | |
| 30-ти вузлові 2-трубні есмінці типу «D» |            |               |                   |                         | | |
| «D»                                     |            | 1895–1899     | 1896–1921         | 10                      | «Деспрейт» (1896), «Фейм» (1896), «Фоам» (1896), «Маллард» (1896), «Енглер» (1897), «Аріель» (1897), «Кокет» (1897), «Сигнет» (1898), «Синтія» (1898), «Стаг» (1899) | |
| Інші                                    |            |               |                   |                         | | |
| «Таку»                                  |            | 1900          | 1900–1916         | 1                       | «Таку» | * колишній трофейний китайський есмінець, захоплений у ході Боксерського повстання та переведений до складу Королівських ВМС |

### Класичні ескадрені міноносці

#### Есмінці часів Першої світової війни
| Тип                                 | Зображення | Роки побудови | Роки експлуатації | Кількість кораблів типу | Есмінці | Прим.                                                                                                |
| ----------------------------------- | ---------- | ------------- | ----------------- | ----------------------- | --- | --- |
| Часів Першої світової війни         |            |               |                   |                         | | |
| «E» (1913)                          |            | 1903–1905     | 1903–1920         | 36                      | «Дервент», «Еден», «Вейвені», «Бойн», «Дун», «Кейл», «Ерн», «Еттрік», «Екс», «Червелл», «Ді», «Ротер», «Свол», «Ур», «Веа», «Ріббл», «Тевіот», «Уск», «Велланд», «Гала», «Геррі», «Фойл», «Ітчен», «Арун», «Блеквотер», «Ліффі», «Мой», «Аус», «Стор», «Тест», «Кеннет», «Джед», «Челмер», «Кольн», «Несс», «Ніт» | * До 1913 року мали назву есмінці типу «Рівер», а з 1913 року — перекваліфіковані на тип «E»         |
| «F» (1913)                          |            | 1905–1908     | 1907–1920         | 12                      | «Афріді», «Козак», «Гуркха», «Могаук», «Тартар», «Амазон», «Сарацин», «Крусейдер», «Маорі», «Нубіан», «Вікінг», «Зулу» | * До 1913 року носили назву есмінці типу «Трайбл», а з 1913 року — перекваліфіковані на тип «F»      |
| «G» (1913)                          |            | 1909–1910     | 1910–1921         | 16                      | «Бігл», «Бульдог», «Фокхаунд», «Пінчер», «Грассгоппер», «Москито», «Скорпіон», «Скордж», «Ракун», «Ренард», «Волверін», «Ретлснейк», «Наутілус», «Севідж», «Базіліск», «Гарпі» | * До 1913 року носили назву есмінці типу «Бігл», а з 1913 року — перекваліфіковані на тип «G»        |
| «H» (1913)                          |            | 1910–1911     | 1910–1921         | 20                      | «Ейкон», «Алярм», «Бріск», «Хамелеон», «Комет», «Ф'юрі», «Голдфінч», «Хоуп», «Ларн», «Ліра», «Мартін», «Майнстрель», «Немезіс», «Нереїд», «Німфа», «Редпол», «Райфлмен», «Рубі», «Шелдрейк», «Стонч» | * До 1913 року носили назву есмінці типу «Ейкон», а з 1913 року — перекваліфіковані на тип «H»       |
| «I» (1913)                          |            | 1910–1915     | 1911–1925         | 23                      | Підтип I: «Акерон», «Арчер», «Аріель», «Атак», «Беджер», «Бівер» Підтип «Адміралті I»: «Дефендер», «Друїд», «Феррет», «Форестер», «Госхок», «Гайнд», «Хорнет», «Гідра», «Джекел», «Лопвінг», «Лізард», «Фенікс», «Сендфлай», «Тайгресс» Підтип «Ярроу I»: «Файрдрейк», «Ларчер», «Оак» | * До 1913 року носили назву есмінці типу «Акерон», а з 1913 року — перекваліфіковані на тип «I»      |
| «K» (1913)                          | \|-        | 1912–1913     | 1912–1923         | 20                      | Підтип «Адміралті K»: «Акаста», «Акейтіз», «Емб'юскейд», «Кристофер», «Кокейтріс», «Контест», «Лінкс», «Мідж», «Оул», «Шарк», «Спарроухок», «Спітфайр» Підтип K: «Ардент», «Форчун», «Гарланд», «Гарді», «Парагон», «Попос», «Юніті», «Віктор» | * До 1913 року носили назву есмінці типу «Акаста», а з 1913 року — перекваліфіковані на тип «K»      |
| «Свіфт»                             |            | 1907          | 1910–1921         | 1                       | «Свіфт» | лідер ескадрених міноносців                                                                          |
| «L» (1913)                          |            | 1913–1915     | 1913–1923         | 22                      | «Лафорей», «Лаертес», «Ланс», «Лендрейл», «Ларк», «Ласо», «Лаурель», «Лейврок», «Лофорд», «Ліджен», «Леннокс», «Леонідас», «Ліберті», «Ліннет», «Ллуеллін», «Лочайнвар», «Лукаут», «Луїс», «Лоял», «Люціфер», «Лід'ярд», «Лісандр» | * До 1913 року носили назву есмінці типу «Лафорей», а з 1913 року — перекваліфіковані на тип «L»     |
| «Арно»                              |            | 1914          | 1914–1918         | 1                       | «Арно» | |
| «Адміралті M»                       |            | 1914–1916     | 1915–1923         | 85                      | Підтип передвоєнного випуску: «Мюррей», «Мінгс», «Матчлесс», «Мілн», «Моріс», «Мурсом» За надзвичайною програмою: «Монс», «Марна», «Майкл», «Мілбрук», «Міньйон», «Мюнстер», «Містік», «Менад», «Мейджік», «Морсбі», «Мандейт», «Маннерс», «Марміон», «Мартіал», «Мері Роуз», «Меніс» Підтип «Ярроу M»: «Мамелюк», «Марвел», «Майндфул», «Місчиф», «Нонсач», «Негро», «Непін», «Нереус», «Несус», «Нестор», «Ноубл», «Номад», «Нізам», «Нонперейл», «Норман», «Нортеск», «Норт Стар», «Ньюджент», «Обідіент», «Обд'юрейт», «Онслот», «Онслоу», «Опал», «Офеліа», «Оппортьюн», «Оракл», «Орестес», «Орфорд», «Орфеус», «Октавіа», «Оссорі» Підтип «Торнкрофт M»: «Нейпір», «Нарборо», «Нарвал», «Нікатор», «Оркадіа», «Оріана», «Паладин», «Партіан», «Норсмен», «Оберон», «Обзервер», «Оффа», «Оріол», «Осіріс», «Партридж», «Паслі» Підтип «Репіт M»: «Медіна», «Медвей», «Пелікан», «Пелл'ю», «Пенн», «Перегрін», «Пітард», «Пейтон», «Фезент», «Фібі», «Піджн», «Пловер», «Плаккі», «Портіа», «Принс», «Пиладес» | |
| «Готорн M»                          |            | 1914–1915     | 1915–1921         | 2                       | «Ментор», «Мансфілд» | |
| «Ярроу M»                           |            | 1912–1916     | 1914–1926         | 10                      | «Міранда», «Мінос», «Менлі», «Мун», «Морнінг Стар», «Маунсі», «Маскетір», «Нерісса», «Релентлес», «Райвл» | |
| «Торнікрофт M»                      |            | 1914–1916     | 1914–1929         | 6                       | «Метеор», «Мастіф», «Патрісіан», «Петріот», «Репід», «Реді» | |
| «Талісман»                          |            | 1914–1916     | 1916–1921         | 4                       | «Талісман», «Термагант», «Трайдент», «Турбулент» | * партія есмінців замовлялася напередодні Першої світової війни для Османського флоту                |
| «Медеа»                             |            | 1914–1915     | 1915–1921         | 4                       | «Медеа», «Медуза», «Мелампус», «Мельпомена» | * партія есмінців замовлялася напередодні війни для Королівського флоту Греції                       |
| «Фокнор»                            |            | 1914–1915     | 1915–1920         | 4                       | «Фокнор», «Броук», «Бота», «Тіппєрері» | * партія есмінців замовлялася напередодні війни для Чилійського флоту * лідери ескадрених міноносців |
| «Марксман»                          |            | 1915–1916     | 1915–1936         | 7                       | «Марксман», «Лайтфут», «Кемпенфельт», «Німрод», «Ебдіель», «Гебріель», «Ітіруель» | лідери ескадрених міноносців                                                                         |
| «Паркер»                            |            | 1916–1917     | 1915—1935         | 6                       | «Паркер», «Гренвіль», «Гост», «Сеймур», «Саумарез», «Анзак» | лідери ескадрених міноносців                                                                         |
| «Адміралті R»                       |            | 1916–1917     | 1916–1947         | 39                      | «Редсток», «Рейдер», «Ромола», «Ровена», «Рестлес», «Рігорос», «Рокет», «Роб Рой», «Редгонтлет», «Редут», «Рекрут», «Сейбл», «Сеттер», «Салмон», «Сільф», «Сарпедон», «Сорцерес», «Старджн», «Скептр», «Сатир», «Шарпшутер», «Самум», «Скейт», «Скілфул», «Спрінгбок», «Старфіш», «Сторк», «Танкрід», «Тарпон», «Телемахус», «Темпест», «Тенейшос», «Тетрарх», «Фісба», «Трастер», «Торментор», «Торнадо», «Торрент», «Торрід» | |
| «Пізніший Ярроу M»                  |            | 1915–1917     | 1916–1938         | 7                       | «Сабрина», «Стронгбоу», «Сюрпрайз», «Сибіл», «Трукулент», «Тиран», «Алсуотер» | |
| «Торнікрофт R»                      |            | 1916–1917     | 1916–1931         | 5                       | «Розалінда», «Радіан», «Ретрівер», «Таурус», «Тізер» | |
| «Модифікований Адміралті R»         |            | 1916–1917     | 1917–1930         | 11                      | «Тренчант», «Тристрам», «Тирада», «Тауер», «Ульстер», «Уліс», «Ампір», «Ундіна», «Урчін», «Урса», «Урсула» | |
| «Адміралті S»                       |            | 1916–1924     | 1918–1945         | 55                      | «Самум», «Сімітар», «Скотсмен», «Скаут», «Сенатор», «Сіпой», «Сераф», «Шамрок», «Шикарі», «Саксесс», «Сикх», «Сірдар», «Сомма», «Стедфаст», «Стерлінг», «Свалоу», «Сордмен», «Сейбр», «Саладин», «Шарк», «Спароухок», «Сплендід», «Триб'юн», «Тринідад», «Тактишн», «Тара», «Тасманія», «Тату», «Сайс», «Сібеар», «Сіфайр», «Сечер», «Сівулф», «Серапіс», «Сірен», «Сезам», «Спєе», «Спіндріфт», «Тенедос», «Танет», «Фракіан», «Турбулен», «Стоунхендж», «Штормклауд», «Стренйос», «Стронгхолд», «Старді», «Сардонікс», «Спортів», «Столворт», «Тілбарі», «Тінтагель», «Троян», «Труан», «Трасті» | |
| «Ярроу S»                           |            | 1917–1919     | 1918–1945         | 7                       | «Торч», «Томахоук», «Трифон», «Т'юмілт», «Таквойз», «Тускан», «Тіріан» | |
| «Торнікрофт S»                      |            | 1917–1919     | 1919–1937         | 5                       | «Спіді», «Тобаго», «Торбей», «Тореадор», «Турмалін» | |
| «Адміралті V»                       |            | 1916–1918     | 1917–1949         | 28                      | «Ванкувер», «Вансесса», «Веніті», «Венок», «Ванкуішер», «Вектіс», «Вега», «Віємент», «Велокс», «Вендетта», «Венетіа», «Вентурос», «Верден», «Версатайл», «Верулам», «Веспер», «Відет», «Вім'єра», «Вайолент», «Вітторіа», «Вівейшес», «Вів'ен», «Вортігерн», «Валентайн», «Валгалла», «Валькірія», «Валорос», «Вампайр» | |
| «Адміралті W»                       |            | 1916–1918     | 1917–1949         | 19                      | «Вояджер», «Вейкфул», «Волкер», «Волпол», «Валрус», «Ворвік», «Вотчмен», «Вотехен», «Вессекс», «Весткотт», «Вестмінстер», «Вірлвінд», «Вітлі», «Вінчелсі», «Вінчестер», «Віндзор», «Вулфхаунд», «Ресле», «Райнек» | |
| «Торнікрофт V та W»                 |            | 1918          | 1918–1948         | 4                       | «Віцерой», «Віконт», «Волсі», «Вулстоун» | |
| «Модифікований Торнікрофт» типу «W» |            | 1918–1924     | 1920–1946         | 2                       | «Вішарт», «Вітч» | |
| «Модифікований Адміралті» типу «W»  |            | 1918–1922     | 1919–1947         | 15                      | «Вансіттарт», «Веномос», «Веріті», «Волонтір», «Вондерер», «Вайтхолл», «Врен», «Ветеран», «Вітшед», «Вайлд Свон», «Візерінгтон», «Віверн», «Волверін», «Вустер» | |
| «Адміралті»                         |            | 1917–1919     | 1918–1947         | 8                       | «Скотт», «Брюс», «Дуглас», «Кемпбелл», «Маккей», «Малкольм», «Монтроз», «Стюарт» | лідери ескадрених міноносців                                                                         |
| «Торнікрофт»                        |            | 1917–1921     | 1917–1945         | 5                       | «Шекспір», «Спенсер», «Воллес», «Кеппель», «Брук» | лідери ескадрених міноносців також мали назву «Шекспір»                                              |

#### Есмінці міжвоєнного часу
| Тип          | Зображення | Роки побудови | Роки експлуатації | Кількість кораблів типу | Есмінці | Прим. |
| ------------ | ---------- | ------------- | ----------------- | ----------------------- | --- | --- |
| Інтербелум   |            |               |                   |                         | | |
| «Емб'юскейд» |            | 1924–1927     | 1927–1947         | 1                       | «Емб'юскейд» | |
| «Амазон»     |            | 1924–1927     | 1927–1948         | 1                       | «Амазон» | |
| «A»          |            | 1928–1931     | 1930–1945         | 9                       | «Кодрінгтон», «Акаста», «Акейтіз», «Ектів», «Антілоуп», «Ентоні», «Адент», «Ерроу», «Акерон» | |
| «B»          |            | 1929–1931     | 1931–1952         | 9                       | «Кейт», «Базіліск», «Бігл», «Бланш», «Боудісіа», «Бореас», «Бразен», «Бріліант», «Бульдог» | |
| «C»          |            | 1930–1934     | 1932–1945         | 5                       | «Кемпенфельт», «Комет», «Крусейдер», «Сігнет», «Кресент» | |
| «D»          |            | 1931–1933     | 1932–1945         | 9                       | «Дункан», «Дейнті», «Даерінг», «Дікой», «Дефенде», «Ділайт», «Даймонд», «Дайена», «Дюшес» | |
| «E»          |            | 1933–1934     | 1934–1956         | 9                       | «Еко», «Екліпс», «Електра», «Енкаунтер», «Ескапада», «Ескорт», «Еск», «Експрес», «Ексмаут» | |
| «F»          |            | 1933–1935     | 1934–1968         | 9                       | «Фейм», «Фіерлес», «Файрдрейк», «Форсайт», «Форестер», «Форчун», «Фоксхаунд», «Ф'юрі», «Фокнор» | |
| «G»          |            | 1934–1936     | 1936–1949         | 9                       | «Галант», «Галанд», «Джипсі», «Глоувом», «Графтон», «Гренейд», «Гренвіль», «Грейхаунд», «Гріфін» | |
| «H»          |            | 1935–1937     | 1936–1949         | 9                       | «Гарді», «Хейсті», «Хавок», «Херевард», «Хіроу», «Хостайл», «Хотспар», «Хантер», «Гіперіон» | |
| «Гавант»     |            | 1938–1940     | 1940–1947         | 6                       | «Гарвестер», «Гавант», «Хавлок», «Гесперус», «Хайлендер», «Харрікейн» | * партія есмінців замовлялася напередодні Другої світової війни для ВМС Бразилії |
| «I»          |            | 1936–1937     | 1937–1960         | 9                       | «Інглефілд», «Інтрепід», «Аймоген», «Імпіріал», «Ісіс», «Айвенго», «Айлекс», «Ікарус», «Імпульсів» | |
| Турецькі «I» |            | 1939–1941     | 1941–1960         | 4                       | «Інконстант», «Ітуріель» | * партія есмінців замовлялася напередодні Другої світової війни для ВМС Туреччини «Султанхісар» та «Демірхісар» відразу були поставлені до Туреччини                                                               |
| «Трайбл»     |            | 1936–1944     | 1938–1963         | 27                      | «Афріді», «Ашанті», «Бедуїн», «Козак», «Ескімо», «Гуркха», «Маорі», «Машона», «Матабеле», «Могаук», «Нубіан», «Панджабі», «Сикх», «Сомалі», «Тартар», «Зулу» | * «Арунта», «Батаан» і «Варрамунга» у складі Королівського австралійського ВМФ ** «Ірокеу», «Атабаскан» (G07), «Гурон», «Хаїда», «Мікмак», «Нутка», «Кайюга» і «Атабаскан» (R79) у складі Королівського ВМФ Канади |
| «J»          |            | 1937–1939     | 1939–1954         | 8                       | «Джервіс», «Джекал», «Ягуар», «Джейнес», «Джавелін», «Джерсі», «Джуно», «Джюпіте» | |
| «K»          |            | 1937–1939     | 1939–1949         | 8                       | «Келлі», «Кандагар», «Кашмір», «Кельвін», «Катум», «Кімберлі», «Кінгстон», «Кіплінг» | |
| «N»          |            | 1939–1940     | 1940–1961         | 8                       | «Ноубл» (G65), «Ноубл» (G84), «Нонперейл» | * «Нейпір», «Непал», «Нестор», «Нізам» і «Норман» у складі Королівського австралійського ВМФ ** «Тьорк Хіддес» і «Ван Гален» у складі Королівського ВМФ Нідерландів                                                |
| «Хант»       |            | 1939–1942     | 1940–1963         | 86                      | Тип I: «Атерстоун», «Берклі», «Кеттісток», «Клівленд», «Еглінтон», «Ексмур», «Ферні», «Ґарт», «Гамблдон», «Холдернес», «Котсволд», «Коттесмор», «Мендіп», «Мейнелл», «Пітчлі», «Кванток», «Кворн», «Саутдаун», «Тайндейл», «Воддон» Тип II: «Ейвон Вале», «Бланкні», «Блінкатра», «Броклесбі», «Чайддінгфолд», «Кодроу», «Крум», «Далвертон», «Ерідж», «Фарндале», «Хітроп», «Ламертон», «Ліддсдейл», «Оуклі», «Пакерідж», «Сілвертон», «Вітленд», «Вілтон», «Лаудердейл», «Ледбарі», «Бедсворт», «Бофорт», «Бідейл», «Бістер», «Блекмор», «Бремгем», «Кальпе», «Ексмур», «Грув», «Харслі», «Гарворт», «Міддлтон», «Оклі», «Саутволд», «Теткотт», «Зетланд» Тип III: «Ейрідейл», «Олбрайтон», «Альденгам», «Біве», «Блін», «Блісдейл», «Боулброк», «Бордер», «Каттерік», «Деруент», «Істон», «Еггесфорд», «Ескдейл», «Глейсдейл», «Готленд», «Галдон», «Хетерлей», «Гейдон», «Голкомбі», «Лімборн», «Мелбрейк», «Модбарі», «Пенілен», «Роквуд», «Стівенстоун», «Талібонт», «Танатсайд», «Венслідейл» Тип IV: «Брекон», «Бріссенден» | * ескортні міноносці (20 — тип I, 36 — тип II, 28 — тип III та 2 — тип IV) |
| «L»          |            | 1939–1942     | 1940–1948         | 8                       | «Лафорей», «Ланс», «Ларн», «Ліджен», «Лайтнінг», «Лавлі», «Лукаут», «Лоял» | |
| «M»          |            | 1939–1943     | 1940–1971         | 8                       | «Мілн», «Махратта», «Маскітер», «Мімідан», «Матчлес», «Метеор», «Марна», «Мартін» | |
| «Таун»       |            | 1917–1920     | 1940–1952         | 50                      | Тип «Колдвелл»: «Лідс», «Льюїс», «Ладлоу» Тип «Вікс»: «Каслтон», «Чарльзтаун», «Кемпбелтаун», «Салісбарі», «Брайтон», «Челсі», «Сент-Меріс», «Менсфілд», «Річмонд», «Роксборо», «Колдвелл», «Коламбія», «Бат», «Гамільтон», «Аннаполіс», «Джорджтаун», «Ланкастер», «Ньюарк», «Ньюмаркет», «Ньюпорт», «Наяджера», «Сент-Олбанс», «Веллс», «Лемінгтон», «Монтгомері», «Сен-Клер», «Лінкольн» Тип «Клемсон»: «Клер», «Бернем», «Рідінг», «Сен-Франсіс», «Беверлі», «Бакстон», «Черчилль», «Бродвей», «Бервелл», «Бродвотер», «Стенлі», «Санта-Крус», «Бредфорд», «Рамсі», «Шервуд», «Бельмон», «Ріплі», «Рокінгем», «Честерфілд», «Камерон» | 50 есмінців належали трьом типам американських ескадрених міноносців: «Колдвелл», «Вікс» та «Клемсон» |

#### Есмінці Другої світової війни
| Тип                                         | Зображення | Роки побудови | Роки експлуатації | Кількість кораблів типу | Есмінці | Прим. |
| ------------------------------------------- | ---------- | ------------- | ----------------- | ----------------------- | --- | --- |
| Випуск за Надзвичайною військовою програмою |            |               |                   |                         | | |
| «O та P»                                    |            | 1941–1942     | 1941–1967         | 16                      | «Онслоу», «Оффа», «Онслот», «Орібі», «Обд'юрет», «Обідіент», «Опорт'юн», «Оруелл», «Пакенгам», «Паладин», «Пантер», «Партрідж», «Патфайндер», «Пенн», «Пітард», «Поркьюпайн» | * 1-ша та 2-га флотилії есмінців, що замовлялася за Надзвичайною військовою програмою в роки Другої світової війни (англ. War Emergency Programme destroyers)  |
| «Q та R»                                    |            | 1941–1942     | 1942–1976         | 16                      | «Квінборо», «Квадрант», «Квейл», «Кволіті», «Квентін», «Кіберон», «Квікматч», «Квіліам», «Ротергам», «Рейсхорс», «Рейдер», «Репід», «Редут», «Релентлес», «Рокет», «Робак» | * 3-тя та 4-та флотилії есмінців, що замовлялася за Надзвичайною військовою програмою в роки Другої світової війни (англ. War Emergency Programme destroyers)  |
| «S та T»                                    |            | 1941–1944     | 1943–1969         | 16                      | «Саумарез», «Савідж», «Скорпіон», «Скодж», «Серапіс», «Шарк», «Саксесс», «Свіфт», «Тізе», «Тінейшес», «Темагент», «Тепсікорі», «Трубрідж», «Тьюмалт», «Таскен», «Тіріан» | * 5-та та 6-та флотилії есмінців, що замовлялася за Надзвичайною військовою програмою в роки Другої світової війни (англ. War Emergency Programme destroyers)  |
| «U та V»                                    |            | 1942–1943     | 1943–1982         | 16                      | «Гренвіль», «Ольстер», «Улісс», «Андонтед», «Андін», «Урса», «Арчін», «Уранія», «Венус», «Верулам», «Віджілент», «Віраго», «Гарді», «Валентін», «Віксен», «Волейдж» | * 7-ма та 8-ма флотилії есмінців, що замовлялася за Надзвичайною військовою програмою в роки Другої світової війни (англ. War Emergency Programme destroyers)  |
| «W та Z»                                    |            | 1943–1944     | 1943–1971         | 16                      | «Кемпенфельт», «Вейгер», «Вейкфул», «Вессекс», «Хелп», «Вірлвінд», «Візард», «Вранглер», «Мінгз», «Зефір», «Замбезі», «Зелоус», «Зебра», «Зеніт», «Зест», «Зодіак» | * 9-та та 10-та флотилії есмінців, що замовлялася за Надзвичайною військовою програмою в роки Другої світової війни (англ. War Emergency Programme destroyers) |
| «C» (1943)                                  |            | 1943–1945     | 1944–1972         | 32                      | Підтипу Ca-: «Капріс», «Касандра», «Сізар», «Кавендіш», «Кембріан», «Керон», «Кавалір», «Керісфорт» Підтипу Ch-: «Чапліт», «Чаріті», «Чекерс», «Чіфтен», «Шеврон», «Шевіот», «Чілдез», «Шивалрос» Підтипу Co-: «Комус», «Конкорд», «Контест», «Консорт», «Кокейд», «Комет», «Констанс», «Козак» Підтипу Cr-: «Кресент», «Крусейдер», «Кроузіерс», «Кристал», «Кріспін», «Креол», «Кромвель», «Кроун» | 8 — підтипу Ca-, 8 — підтипу Ch-, 8 — підтипу Co-, 8 — підтипу Cr-                                                                                             |
| «Бетл»                                      |            | 1943–1946     | 1944–1972         | 26                      | «Барфльор», «Трафальгар», «Сен-Кіттс», «Армада», «Солебей», «Сейнтс», «Кемпердаун», «Фіністерре», «Хог», «Лагос», «Габбард», «Грейвлайнз», «Слайз», «Кадіс», «Сент-Джеймс», «Віго», «Аджінкорт», «Аламейн», «Ена», «Албуера», «Барроса», «Матапан», «Корунна», «Дюнкерк», «Ютланд», «Ділайт» | * 16 — група I, 7 — група II |
| «Вепон»                                     |            | 1945–1946     | 1944–1972         | 4                       | «Бетлакс», «Бродсорд», «Кросбоу», «Скорпіон» | |
| «G» (1944)                                  |            | 1944          | —                 | 0                       | | проект скасований |

#### Есмінці післявоєнного часу
| Тип                 | Зображення | Роки побудови | Роки експлуатації | Кількість кораблів типу | Есмінці                                                                         | Прим. |
| ------------------- | ---------- | ------------- | ----------------- | ----------------------- | ------------------------------------------------------------------------------- | ----- |
| Післявоєнний випуск |            |               |                   |                         |                                                                                 |       |
| «Дерінг» (1949)     |            | 1949–1959     | 1952–2007         | 8                       | «Дерінг», «Ділайт», «Дейнті», «Даймонд», «Дефендер», «Дікой», «Дайєна», «Дюшес» |       |

### Ескадрені міноносці керованої ракетної зброї

#### Есмінці КРЗ
| Тип         | Зображення | Роки побудови | Роки експлуатації | Кількість кораблів типу | Есмінці | Прим.                                                                   |
| ----------- | ---------- | ------------- | ----------------- | ----------------------- | --- | ----------------------------------------------------------------------- |
| Есмінці КРЗ |            |               |                   |                         | |                                                                         |
| «Каунті»    |            | 1961–1967     | 1962–2006         | 8                       | «Девоншир», «Гемпшир», «Кент», «Лондон», «Файф», «Гламорган», «Норфолк», «Ентрім» | * два підкласи                                                          |
| тип 82      |            | 1969          | 1969–по т.ч.      | 1                       | «Бристоль» | * планувалось 8 одиниць, але 7 були скасовані                           |
| тип 42      |            | 1971–1983     | 1975-2013         | 16                      | Підтип «Шеффілд»: «Шеффілд», «Бірмінгем», «Ньюкасл», «Ковентрі», «Глазго», «Кардіфф» Підтип «Ексетер»: «Ексетер», «Саутгемптон», «Ліверпуль», «Ноттінгем» Підтип «Манчестер»: «Манчестер», «Йорк», «Глостер», «Единбург» | * 6 — підтипу «Шеффілд», 4 — підтипу «Ексетер», 4 — підтипу «Манчестер» |
| тип 45      |            | 2009–2013     | 2009–по т.ч.      | 6                       | «Дерінг», «Донтлесс», «Даймонд», «Драгон», «Дефендер», «Дункан» |                                                                         |